# Lankenreuth
Lankenreuth (oberfränkisch: Lankarat) ist ein Gemeindeteil der Stadt Creußen im Landkreis Bayreuth (Oberfranken, Bayern). Lankenreuth liegt in der Gemarkung Boden.

## Lage
Der Weiler liegt am rechten Ufer des Gosenbach dem Dorschenhof direkt gegenüber. Eine Gemeindeverbindungsstraße führt die Bundesstraße 2 kreuzend über Sägmühle und die Bahnstrecke Nürnberg–Cheb unterquerend nach Hagenohe (1,8 km nordöstlich).

## Geschichte
Im Jahre 1728 wurde ein „Fridericus de Nanckenreuth“ urkundlich erwähnt. Indirekt ist dies zugleich die erste Erwähnung des Ortes; 1399 wurde dieser als „Lanckenrewt“ erstmals explizit erwähnt. Das Bestimmungswort ist Nanko, die Kurzform des Personennamens Nantkēr. Die Herren von Nankenreuth hatten im Ort einst ihren Sitz. In der Fraisch unterstand der Ort dem brandenburg-bayreuthischen Kasten- und Stadtvogteiamt Creußen. Von 1791/92 bis 1810 unterstand Lankenreuth dem preußische Justiz- und Kammeramt Pegnitz.
Mit dem Gemeindeedikt (frühes 19. Jahrhundert) wurde Lankenreuth dem Steuerdistrikt Creußen und der Ruralgemeinde Bühl zugewiesen. Im Rahmen der Gebietsreform in Bayern wurde Lankenreuth am 1. Januar 1972 in die Stadt Creußen eingegliedert.